# Joseph Krawczyk
Pour les articles homonymes, voir Krawczyk.

a Compétitions nationales et continentales officielles uniquement.

b Matchs officiels uniquement.
Joseph Krawczyk, né le 8 février 1926 à Rouvroy (Pas-de-Calais) et mort le 17 septembre 2010 à Lyon 8e (Rhône), est un joueur de rugby à XV et international français de rugby à XIII, évoluant au poste de pilier dans les années 1940 et 1950.
Enfant, il découvre le rugby à XV au sein du club du C.O. Creusot, à l'instar de Marcel Volot et Louis Dionnet. En 1947, il poursuit sa carrière en rejoignant la capitale des Gaules, le Lyon O.U. disputant notamment un quart-de-finale du championnat de France en 1951 perdue contre l'U.S.A. Perpignan 5-0 avec Louis Junquas et Michel Pomathios. En 1951, il rejoint l'autre de rugby en vogue en cette sortie de guerre en signant pour l'U.S. Lyon-Villeurbanne en rugby à XIII. Au sein du club lyonnais, il remporte à une reprise le Championnat de France en 1955, complétés de deux titres de Coupe de France en 1953 et 1954. Sous ce maillot, il côtoie des joueurs tels que Joseph Vanel, Jean Audoubert, Guy Augey, Élie Brousse, Hugues Baldassin, François Montrucolis et René Duffort.
Pilier référence du Championnat de France, il compte également 8 sélections avec l'équipe de France, prenant notamment part à la finale de la Coupe du monde en 1954.

## Biographie
Il pratique le rugby à XV dans ses jeunes années au sein du club du C.O. Creusot, à l'instar de Marcel Volot et Louis Dionnet.

### 1954: finaliste de la Coupe du monde
En octobre-novembre 1954, la France accueille la première édition de la Coupe du monde de rugby à XIII, compétition créée sous l'impulsion du président de la fédération française Paul Barrière en invitant les trois autres nations majeures de rugby à XIII : l'Australie, la Grande-Bretagne et la Nouvelle-Zélande. Joseph Krawczyk est sélectionné pour cette édition inaugurale aux côtés de trois autres Lyonnais — Jean Audoubert, Joseph Crespo et Maurice Voron — via un communiqué de la fédération française le 20 octobre 1954 qui convoque tous les joueurs sélectionnés à un stage à l'Institut national des sports sur Vincennes.
Joseph Krawczyk prend part au match d'ouverture de la Coupe du monde contre la Nouvelle-Zélande dont le coup d'envoi symbolique est donné par le champion cycliste français Louison Bobet au parc des Princes de Paris devant près de 15 000 spectateurs. Il compose avec Jean Audoubert et François Rinaldi la première ligne française. Après une première période où les deux équipes se rendent coup pour coup (12-8 pour la France), la seconde débute par un essai de Joseph Crespo après un sprint de 30 mètres bien servi par F. Rinaldi qui permet à la France de faire le break dans cette rencontre pour ne plus rien lâcher et s'imposer 22-13, lançant parfaitement la dynamique pour la sélection française. La seconde rencontre disputée à Toulouse oppose la France à la Grande-Bretagne et constitue quelque peu une finale avant la lettre à la suite de la victoire des Britanniques sur l'Australie au premier match. Joseph Krawczyk est reconduit en première ligne avec les mêmes coéquipiers de la première rencontre. La rencontre est âprement disputée par les deux sélections où les pénalités sont réussies de part et d'autre. J. Krawczyk y marque un essai. Le score final est nul 13-13 et renvoie les deux équipes dos à dos. La troisième rencontre se dispute à Nantes contre l'Australie le 11 novembre qui après avoir perdu contre la Grande-Bretagne a battu la Nouvelle-Zélande. Au terme d'une rencontre serrée où la première ligne est toujours constituée des trois mêmes joueurs, la France s'impose 15-5.
Composition de l'équipe de France :
Non prévue, la finale se déroule en raison de l'égalité de points au classement issue de leurs victoires contre les nations de l'hémisphère sud et de leur match nul 13-13. Cette rencontre organisée en quatre jours attire 30 368 spectateurs au Parc des Princes à Paris. La Grande-Bretagne domine la première mi-temps grâce aux essais de Gordon Brown et de David Rose, James Ledgard se chargeant de convertir le second, avant que Puig-Aubert ajoute une nouvelle pénalité. Le score est alors de 8 à 4 à la mi-temps en faveur des Britanniques. Au retour des vestiaires, Cantoni marque un essai converti par Puig-Aubert permettant à la France de mener 9 à 8. Les Anglais enfoncent alors le clou grâce à deux autres essais de Gerry Helme (converti par Ledgard) et de Brown (9-16). Côté français, Contrastin permet à la France de revenir dans la partie. La pression est alors intense sur les épaules des Anglais mais contre tout pronostic, ceux-ci parviennent à tenir et deviennent ainsi les premiers champions du monde de l'histoire du rugby à XIII. J. Krawczyk dispute la finale au poste de pilier et aura pris part à toutes les rencontres de la Coupe du monde, à chaque fois associé à Jean Audoubert et François Rinaldi.

## Palmarès

### Rugby à XV

#### Déails en club
| Saison    | Saison    | Championnat           | Championnat               | Coupe           | Coupe       |
| Saison    | Saison    | Comp.                 | Class.                    | Comp.           | Class.      |
| --------- | --------- | --------------------- | ------------------------- | --------------- | ----------- |
| 1947-1948 | Lyon O.U. | Championnat de France | 2e phase de qualification | Coupe de France | ?           |
| 1948-1949 | Lyon O.U. | Championnat de France | Poule de trois            | Coupe de France | 1/32 finale |
| 1949-1950 | Lyon O.U. | Championnat de France | 1/8 finale                | Coupe de France | 1/8 finale  |
| 1950-1951 | Lyon O.U. | Championnat de France | 1/4 finale                | Coupe de France | ?           |

### Rugby à XIII
- Collectif : 
  - Vainqueur du Championnat de France : 1955 (Lyon).
  - Vainqueur de la Coupe de France : 1953 et 1954 (Lyon).
  - Finaliste de la Coupe du monde : 1954 (France).
  - Finaliste du Championnat de France : 1953 (Lyon).

#### Coupe du monde
| Édition     | Rang      | Résultats France | Résultats Krawczyk | Matchs Krawczyk |
| ----------- | --------- | ---------------- | ------------------ | --------------- |
| France 1954 | Finaliste | 2 v, 1 n, 1 d    | 2 v, 1 n, 1 d      | 4/4             |

Légende : v = victoire ; n = match nul ; d = défaite.

#### Coupe d'Europe des nations
| Édition | Rang | Résultats France | Résultats Krawczyk | Matchs Krawczyk |
| ------- | ---- | ---------------- | ------------------ | --------------- |
| 1954    | 2    | 1 v 0 n 1 d      | 0 v 0 n 1 d        | 1/2             |

#### Détails en sélection de rugby à XIII
| 1. | 7 novembre 1953  | Angleterre       | 5-7   | Coupe d'Europe | Pilier | - | - | - | - |
| 2. | 27 avril 1954    | Grande-Bretagne  | 8-17  | Test-match     | Pilier | - | - | - | - |
| 3. | 30 octobre 1954  | Nouvelle-Zélande | 22-13 | Coupe du monde | Pilier | - | - | - | - |
| 4. | 7 novembre 1954  | Grande-Bretagne  | 13-13 | Coupe du monde | Pilier | 3 | 1 | - | - |
| 5. | 11 novembre 1954 | Australie        | 15-5  | Coupe du monde | Pilier | - | - | - | - |
| 5. | 13 novembre 1954 | Grande-Bretagne  | 12-16 | Coupe du monde | Pilier | - | - | - | - |
| 7. | 8 janvier 1956   | Nouvelle-Zélande | 24-7  | Test-match     | Pilier | - | - | - | - |
| 8. | 15 janvier 1956  | Nouvelle-Zélande | 22-31 | Test-match     | Pilier | - | - | - | - |

#### Détails en club
| Saison    | Saison               | Championnat           | Championnat | Coupe           | Coupe      | Sélection | Sélection | Sélection | Sélection | Sélection | Sélection | Sélection |
| Saison    | Saison               | Comp.                 | Class.      | Comp.           | Class.     | Comp.     | M         | Pts       | Ess.      | Buts      | Dp.       |           |
| --------- | -------------------- | --------------------- | ----------- | --------------- | ---------- | --------- | --------- | --------- | --------- | --------- | --------- | --------- |
| 1951-1952 | US Lyon-Villeurbanne | Championnat de France | 1/2 finale  | Coupe de France | 1/2 finale |           |           |           |           |           |           |           |
| 1952-1953 | US Lyon-Villeurbanne | Championnat de France | Finaliste   | Coupe de France | Vainqueur  |           |           |           |           |           |           |           |
| 1953-1954 | US Lyon-Villeurbanne | Championnat de France | 1/2 finale  | Coupe de France | Vainqueur  | CE        | 2         | -         | -         | -         | -         |           |
| 1954-1955 | US Lyon-Villeurbanne | Championnat de France | Champion    | Coupe de France | 1/8 finale | CM        | 5         | 3         | 1         | -         | -         |           |
| 1955-1956 | US Lyon-Villeurbanne | Championnat de France | 10e         | Coupe de France | 1/4 finale |           | 2         | -         | -         | -         | -         |           |
| 1956-1957 | US Lyon-Villeurbanne | Championnat de France | 9e          | Coupe de France | 1/4 finale |           |           |           |           |           |           |           |